# 北見運輸支局

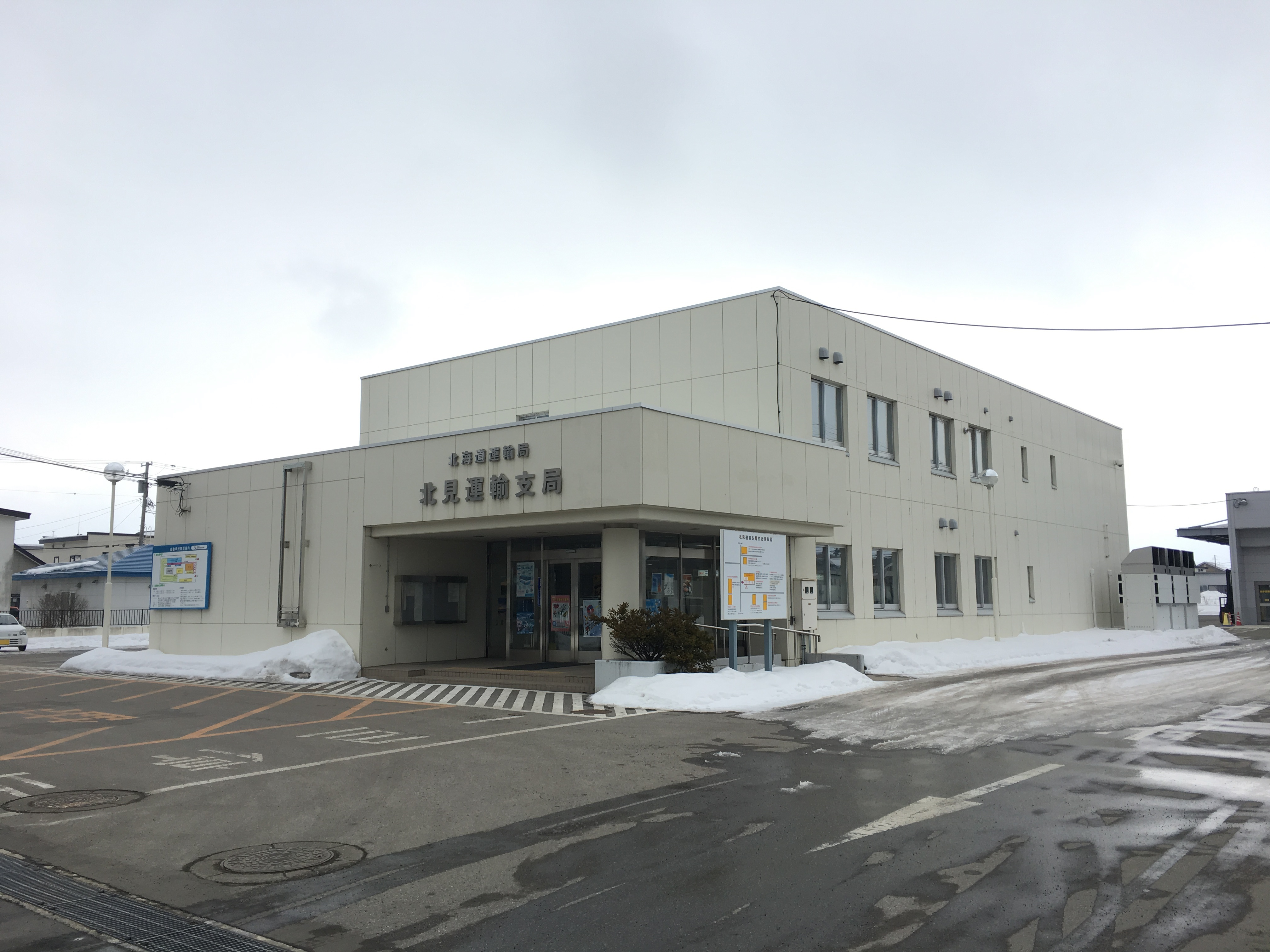
北見運輸支局（2019年3月）

北見運輸支局（きたみうんゆしきょく）は運輸支局のひとつ。北海道北見市東三輪3丁目に所在する。
- ここで交付されるナンバープレートは「北見」ナンバーになる。
- ただし斜里郡斜里町、小清水町、清里町は「知床」ナンバーの、ご当地ナンバーになる。
- 1988年以前に交付されていたナンバープレートは「北」ナンバーであった。

## 自動車登録管轄区域
オホーツク総合振興局管内である。
- 北見市・網走市・紋別市・網走郡・斜里郡・常呂郡・紋別郡